# Пастренго
Пастренго (итал. Pastrengo) — коммуна в Италии, располагается в провинции Верона области Венеция.
Население составляет 2362 человека, плотность населения составляет 295 чел./км². Занимает площадь 8,96 км². Почтовый индекс — 37010. Телефонный код — 045.
Покровителем населённого пункта считается San Gaetano di Thiene. Праздник ежегодно празднуется 7 августа.